# Indiai marabu
Az indiai marabu (Leptoptilos javanicus) a madarak (Aves) osztályának gólyaalakúak (Ciconiiformes) rendjébe, ezen belül a gólyafélék (Ciconiidae) családjába tartozó faj.

## Előfordulása
Az indiai marabu a következő országokban található meg: Banglades, India, Indonézia, Kambodzsa, Laosz, Malajzia, Mianmar, Nepál, Srí Lanka, Szingapúr, Thaiföld és Vietnám. A legnagyobb állományai az indiai Asszám, Bihár és Nyugat-Bengál államokban vannak. India déli részéről hiányzik, vagy igen ritka. Néha Bhután legdélebbi részein is megjelenik. Habár a faj széles körben elterjedt, az indiai marabu egyedek nem vándorolnak és nagyjából kötödnek a területükhöz.

## Megjelenése

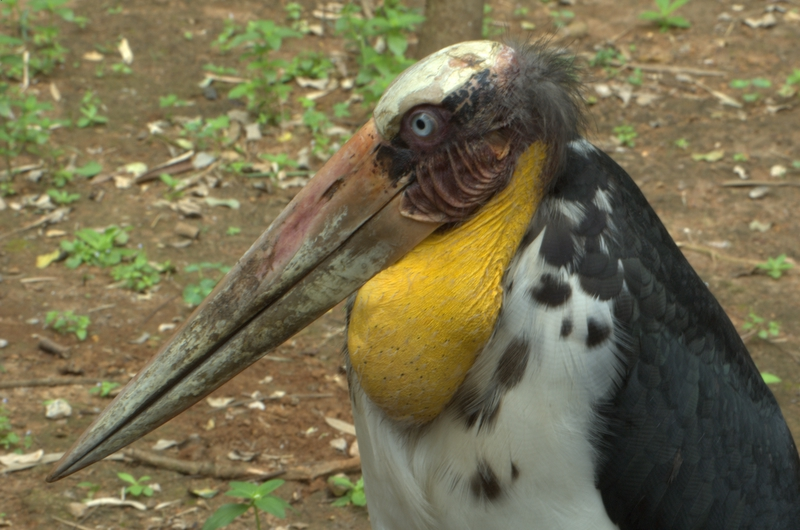
Portré

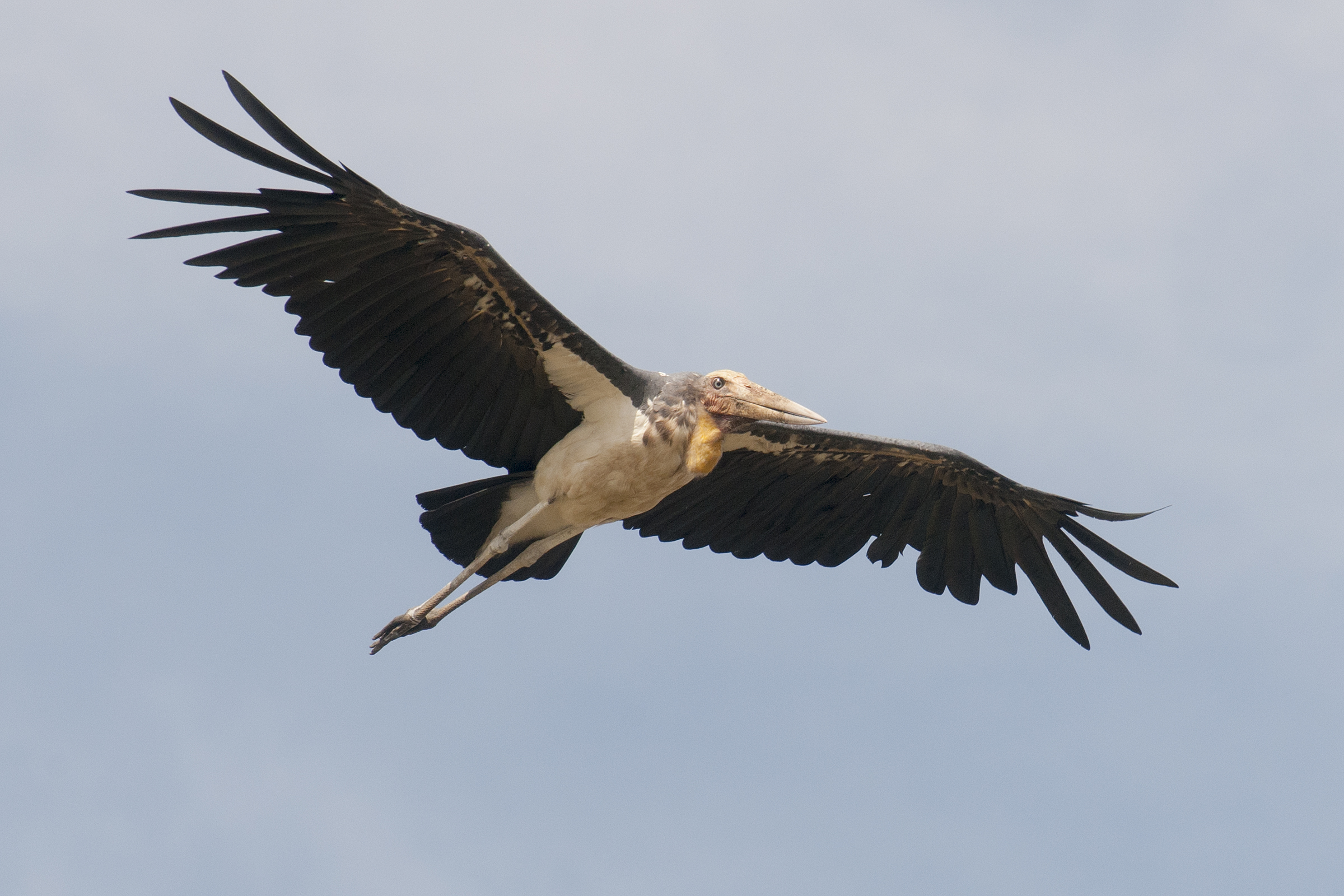
Röptében

E gólyaféle testtartása felálló és egyenes. Feje és nyaka toll nélküli, a begyzacskója hiányzik. Csőrének hegyétől a farka végéig 87–93 centiméter hosszú. Magassága 110–120 centiméter, testtömege  4–5,71 kilogramm. Ez a madár, csak a rokonával, a sárgafejű marabuval (Leptoptilos dubius) téveszthető össze, azonban az indiai marabu kisebb és csőrének felső része egyenesebb, hossza pedig 25,8–30,8 centiméter, ezenkívül világosabb színű is. Háti részén a tollazat egyformán sötét, majdnem feketés. Csupasz fején és nyakán azért látható néhány szőrszerű toll. Combja szürke. Lábfeje 22,5–26,8 centiméter hosszú. Hasi része és farkának alsó része fehér. A fiatalok hasonlítanak a felnőttekre, de színezetük nem annyira élénk; fejükön és nyakukon több tollú van. A költési időszakban pofája kivörösödik, nyaka pedig narancssárgává válik. Szárnyain rézszínű foltok láthatók, belső részének szélét fehér csík szegélyezi. Szárnyhossza 57,5–66 centiméter. Az indiai marabu, mint nembéli rokonai, repülés közben behúzza a nyakát. Röptében a behúzott nyaka, úgy néz ki, mint a sárgafejű marabu begyzacskója. Kinézetre a hím és a tojó hasonló, azonban az előbbi nagyobb és erősebb testfelépítésű.

## Életmódja
Az indiai marabu főleg a nagy folyók és tavak erdős részeit részesíti előnyben. E vizes helyeken, főleg halakra, békákra, hüllőkre és nagyobb gerinctelenekre vadászik. Ritkán fogyaszt döghúst. Időnként kisebb madarakat és rágcsálókat is fog, ezeket inkább a költési időszakban. Az év során, általában magányos madár, azonban a költési időszak alatt laza kolóniákat alkot. Habár csendes madár, a fészeknél néha kelepel, sziszeg vagy torokhangokat hallat.

## Szaporodása
India délebbi részein februártól májusig, míg ugyanez ország északkeleti részein novembertől januárig tart a költési időszaka. A hatalmas, ágakból készített fészkét a magas fákra rakja. A fészek átmérője több, mint 1 méter, és mélysége majdnem egy méter. A fészekalj 3-4 tojásból áll.

## Fordítás
- Ez a szócikk részben vagy egészben  a   Lesser Adjutant című angol Wikipédia-szócikk ezen változatának fordításán alapul.  Az eredeti cikk szerkesztőit annak laptörténete sorolja fel. Ez a jelzés csupán a megfogalmazás eredetét és a szerzői jogokat jelzi, nem szolgál a cikkben szereplő információk forrásmegjelöléseként.